# Musée national des beaux-arts du Québec

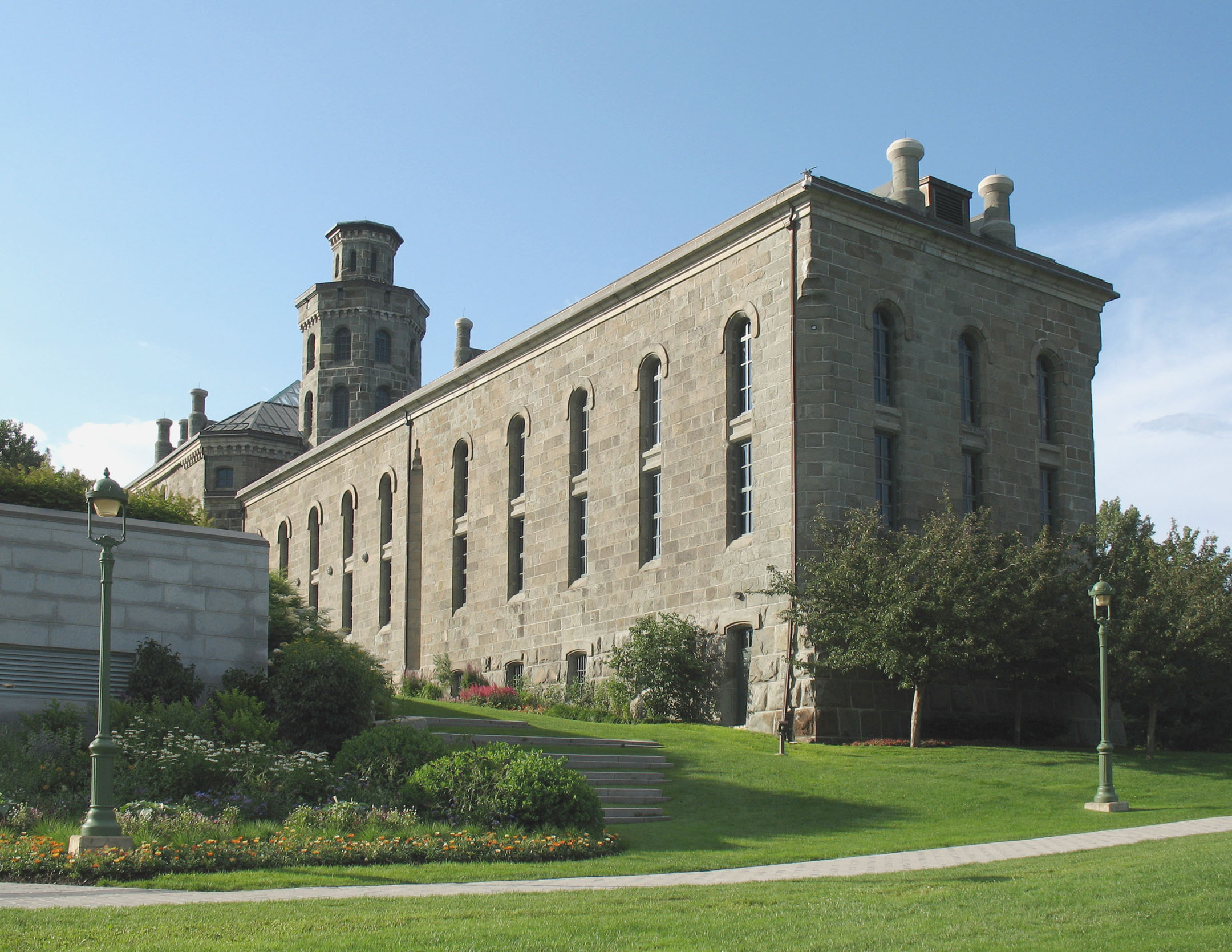
Musée national des beaux-arts du Québec, Pavillon Charles-Baillairgé

Het Musée national des beaux-arts du Québec (MNBAQ, Nationaal museum voor schone kunsten van Quebec) is een kunstmuseum in de hoofdstad Quebec van de Franssprekende Canadese provincie Quebec. Het museum is gelegen in het parc des Champs-de-Bataille op de plaines d'Abraham.

## Geschiedenis
Het museum werd in 1933 gesticht als Musée de la province de Québec, ging in 1961 verder als Musée du Québec en kreeg ten slotte in 2002 de huidige naam. Het museumcomplex bestaat uit drie gebouwen:
- het Pavillon Charles-Baillairgé, een voormalige gevangenis van Quebec, die uit de negentiende eeuw stamt. De inrichting van het paviljoen toont nog duidelijk de sporen van het gevangenisregime.
- het Pavillon Gérard-Morisset uit 1933
- de nieuwe centrale ontvangsthal, de Grand Hall uit 1991

Het museum heeft recent plannen aangekondigd voor een uitbreiding, waartoe reeds een aangrenzend terrein is aangekocht van het Dominicaanse klooster.

## Collectie
Het museum beschikt over een permanente collectie van zo'n 25.000 kunstwerken, voornamelijk betrekking hebbend op Quebec of van kunstenaars uit Quebec. Tot de collectie behoort ook kunst van de Inuit. De oudste stukken dateren uit de achttiende eeuw. Jaarlijks organiseert het museum een aantal breed opgezette wisseltentoonstellingen. Sedert 1987 staat een museumbibliotheek ter beschikking van het publiek.

## Beeldenpark
Naast het museum bevindt zich een beeldenpark, de Jardin de sculpture Julie et Christian Lassonde, met een collectie van 13 beelden van onder anderen: Charles Daudelin, Bernar Venet, Jean-Paul Riopelle en Clause Tousignant.
Ter gelegenheid van het vijfenzeventigjarig bestaan van het museum werd in 2008 op het voorplein het beeld Trombe onthuld van de Canadese beeldhouwer Jean-Pierre Morin.

## Fotogalerij

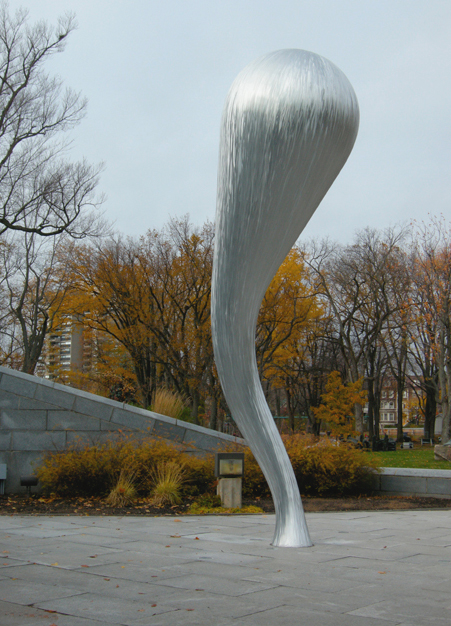
Jean-Pierre Morin: Trombe (2008)
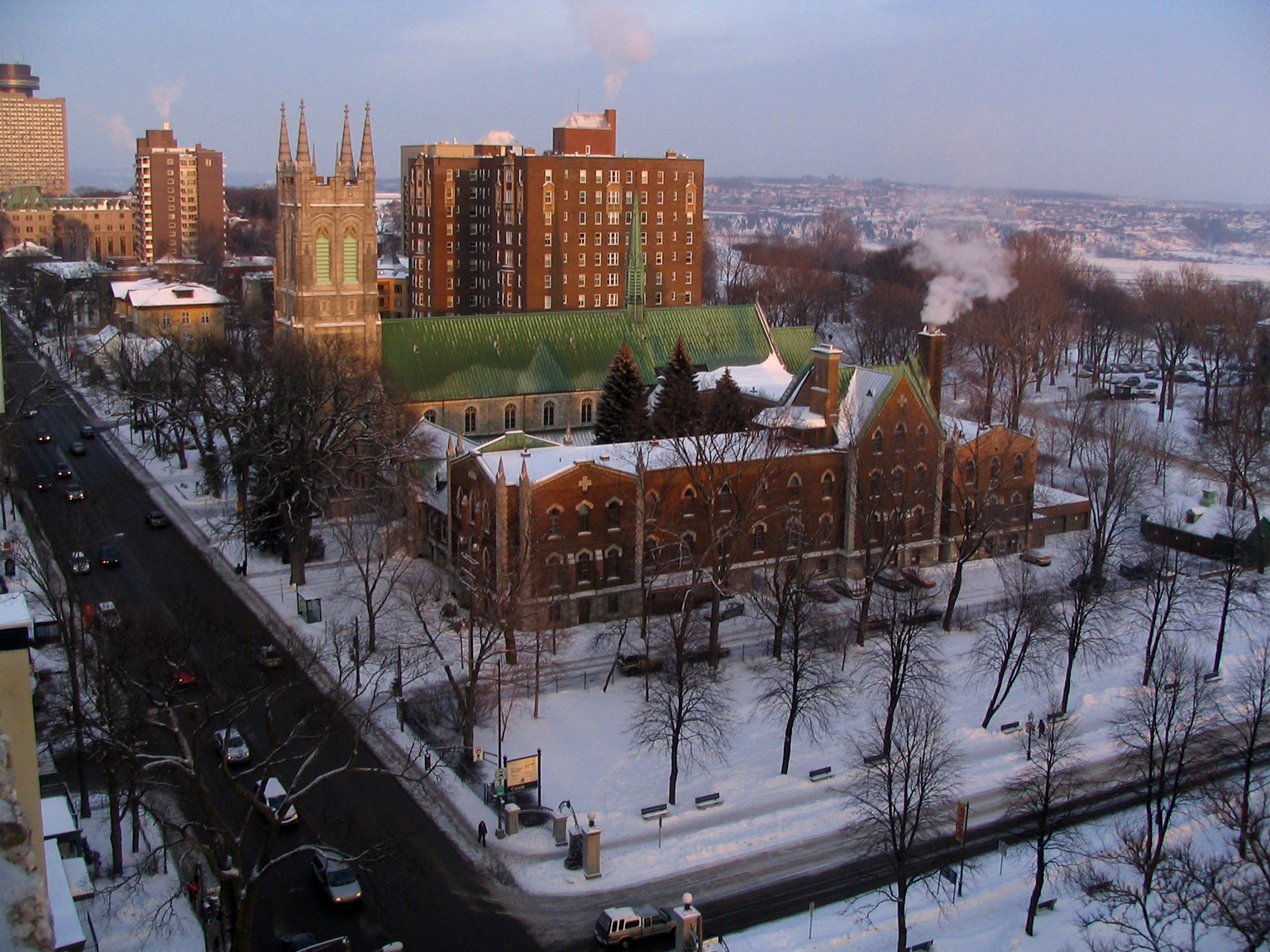
Église Saint-Dominique, Grande Allée Ouest (terrein toekomstige uitbreiding)
C.A. Smith: Assemblée des six comtés/Assembly of the six counties (1890)
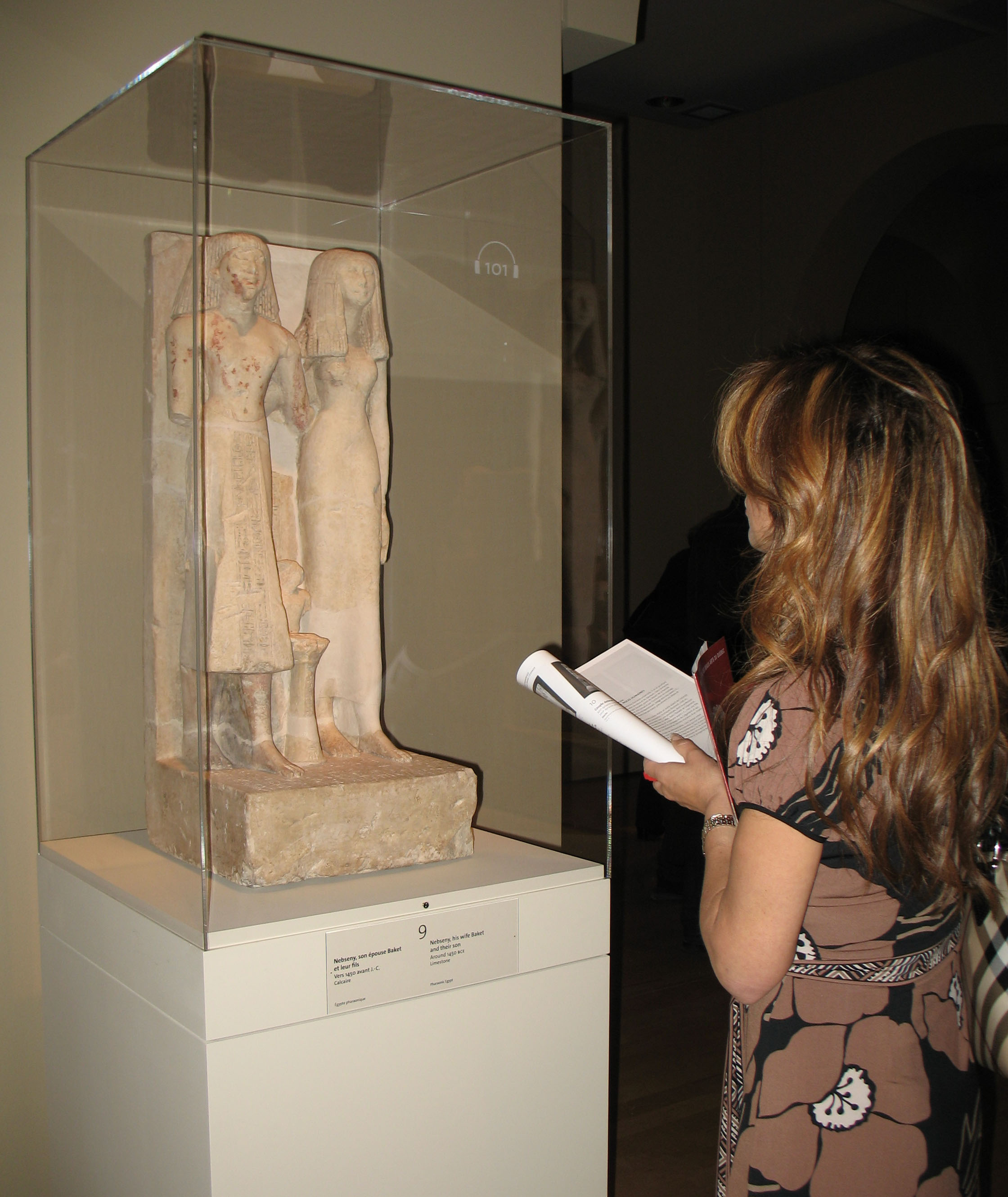
Expositie 2008 van het Louvre in Quebec